# Izești
Izești – wieś w Rumunii, w okręgu Prahova, w gminie Bălțești. W 2011 roku liczyła 386 mieszkańców.